# Cantiga de escarnio
La cantiga de escarnio y maldecir (o de escarnio e maldizer, en gallego-portugués) es un género satírico de la lírica medieval galaico-portuguesa, derivado del sirventés provenzal. Las cantigas de escarnio expresan una crítica utilizando sobreentendidos y palabras encubiertas. En cambio, en la de maldizer (maldecir) el poeta es más claro e insulta directamente. Sin embargo, en los cancioneros no suele distinguirse entre ambas.
En cuanto a la métrica, siguen las mismas convenciones que las cantigas de amor.
Existen cinco tipos:
a) Sátira literaria. Está dedicada esencialmente a la parodia del amor cortés y a la burla a respecto del estilo compositivo
b) Sátira política y moral: destacan Martim Moixa, Pedro da Ponte y Airas Nunes
c) Sátira personal.
d) Sátira sexual
e) Sátira social.
En algunos casos, las cantigas de escarnio muestran las tensiones existentes entre los trovadores, generalmente pertenecientes a la nobleza, y los juglares, de baja extracción social.
A este género pertenece el documento literario más antiguo de los conocidos en lengua gallega o portuguesa, la cantiga Ora faz ost'o senhor de Navarra de João Soares de Paiva, nacido en 1141.
- Datos: Q1779217